# Tetramorium rossi
Tetramorium rossi är en myrart som först beskrevs av Bolton 1976.  Tetramorium rossi ingår i släktet Tetramorium och familjen myror. Inga underarter finns listade i Catalogue of Life.

## Bildgalleri

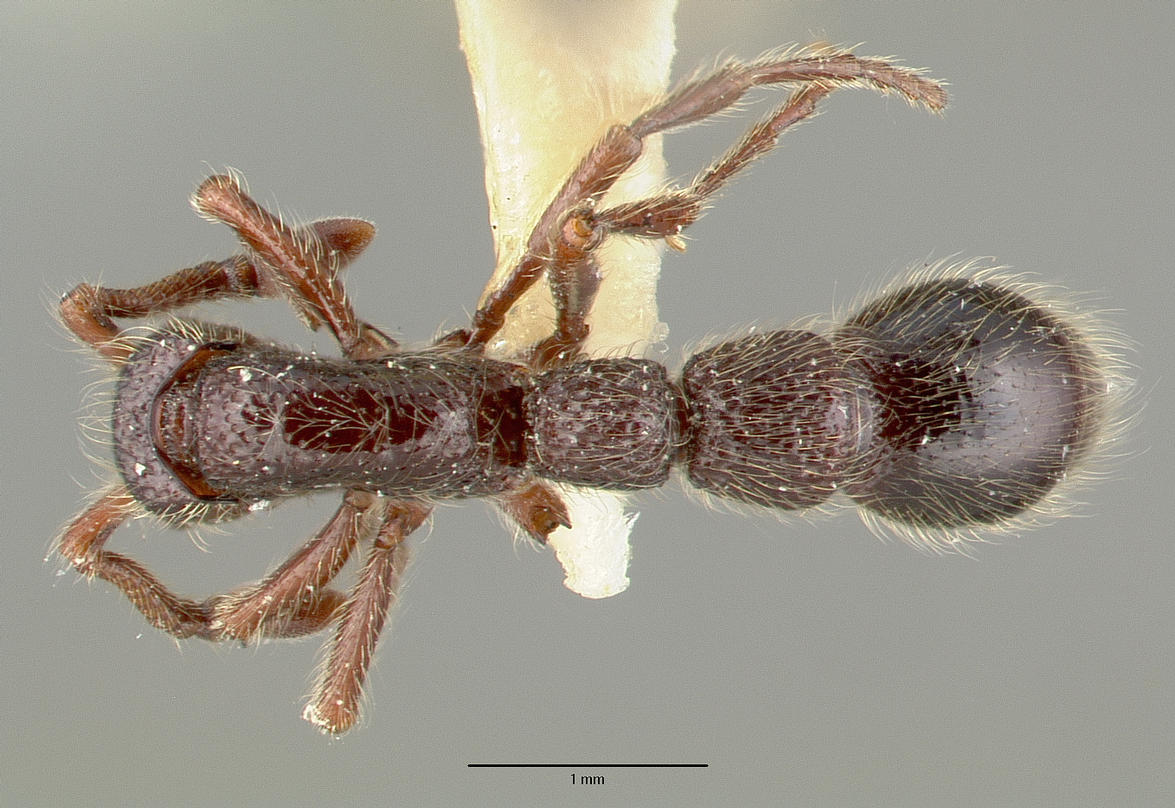
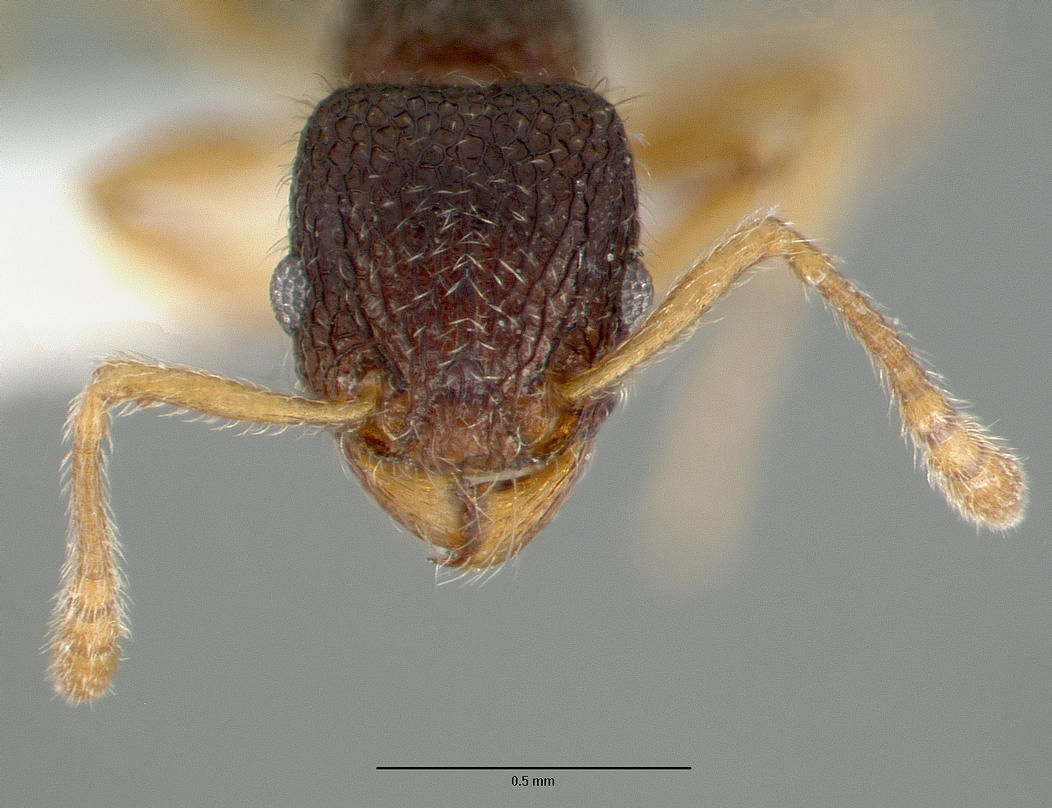
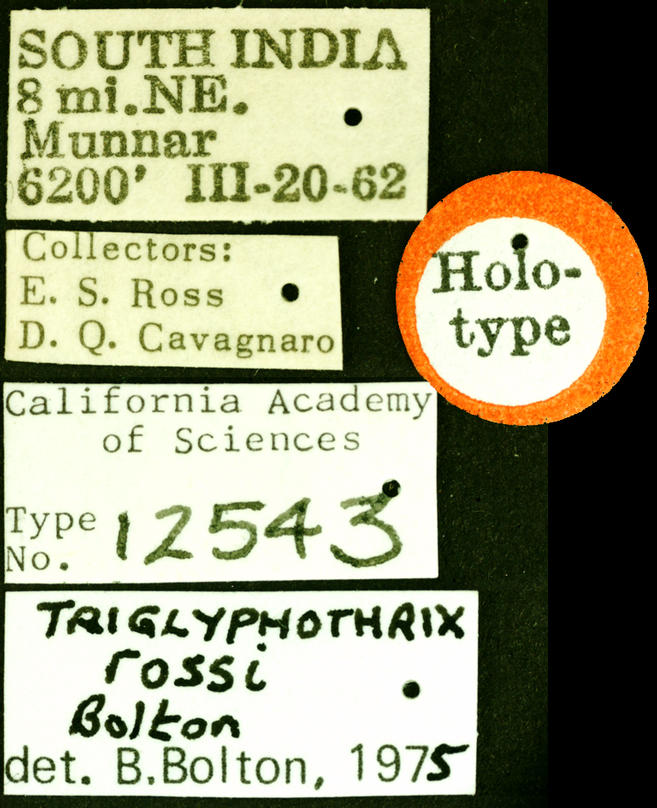
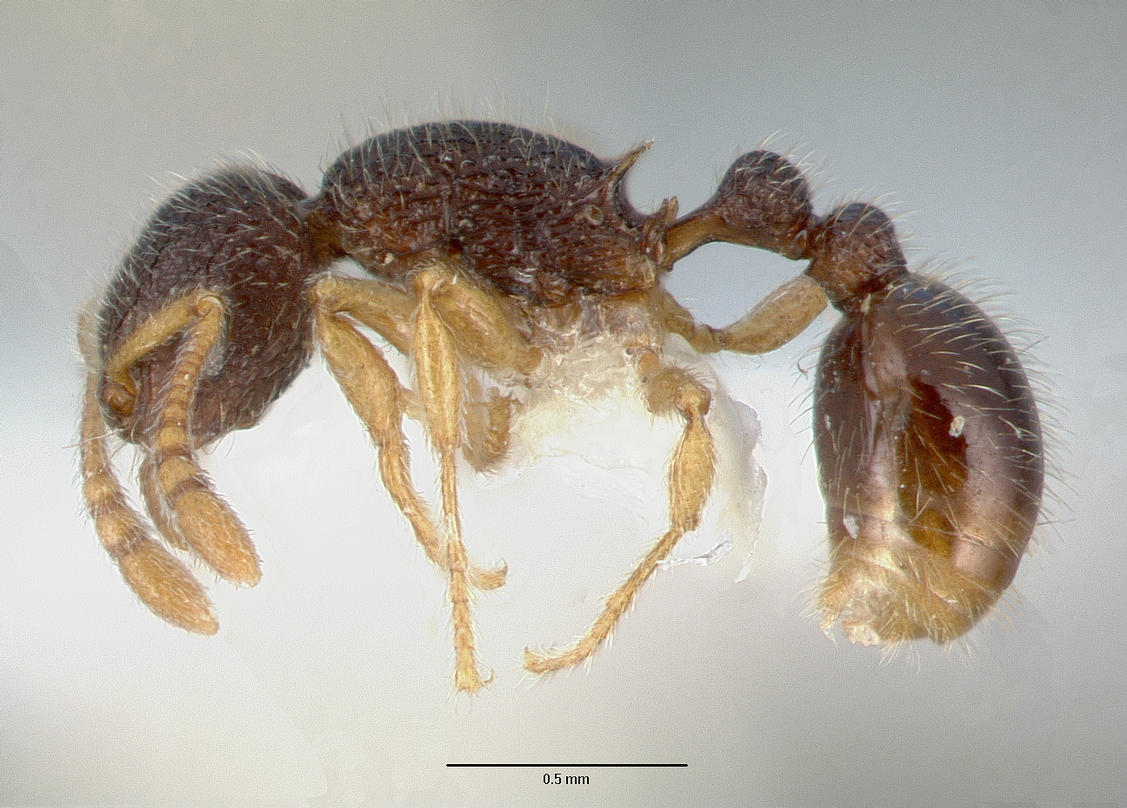